# Cerro El Toro
El cerro El Toro és una muntanya dels Andes, a la frontera entre Xile i l'Argentina. El cim s'eleva fins als 6.168 msnm. Té una prominència de 1.842 metres.
El cim va ser escalat per primera vegada pels inques en dates desconegudes. El 1964 es va trobar una mòmia al vessant argentí. La primera ascensió documentada va tenir lloc el 26 de febrer de 1964 per l'italià Antonio Beorchia Nigris i els argentins Jorge Enrique Varas i Sergio Fernández.